# Penajóia
Penajóia ist eine Gemeinde (Freguesia) im portugiesischen Kreis Lamego. In ihr leben 804 Einwohner (Stand 19. April 2021).